# 太田祐輔
太田 祐輔（おおた ゆうすけ、1969年3月4日 - ）は、九州朝日放送（KBC）元アナウンサー、元アナウンス部長。2013年1月から2016年3月までは報道部所属。2019年3月から解説委員。宮崎県出身。

## 経歴
宮崎県宮崎郡佐土原町（現：宮崎市）出身。宮崎県立宮崎北高等学校、早稲田大学政治経済学部を卒業後、1992年鹿児島の南日本放送（MBC）に入社。MBCではラジオ番組「城山スズメ」や「チェストいけ!ヤング」などを担当。
2000年、KBCに転職。アナウンサー時代は福岡ソフトバンクホークス戦を中心としたスポーツ実況を中心に活動していた。2013年1月からは報道部へ異勤し、細谷めぐみと共に夕方のニュース番組「スーパーJチャンネル九州・沖縄」「KBCニュースピア」を担当する。2016年4月にアナウンサーに戻ったが、両番組は引き続き担当する。
2018年3月30日「KBCニュースピア」終了とともに、夕方のニュース番組を降板。

## 人物
- 血液型はO型、星座はうお座。
- 実家は商店街内の鮮魚店。
- 中小企業診断士を取得。

## 出演番組

### テレビ
- KBCニュース

### ラジオ
- ヒルマニ（火曜日） - 「発信!GT-R」（第1週は「みんなで防災!」）のコーナーパーソナリティ。コーナー開始は12:30頃までの「キテマス。K」終了後。

## 過去の出演番組

### KBCラジオ
- KBCホークスナイター
- サタデーミュージックカウントダウン（土曜 18:00～21:00、?～2004年3月・2008年10月～）
- サンデー競馬中継 ダイナミックジョッキー

### KBCテレビ
- スーパーベースボール（福岡ソフトバンクホークス戦）
- アサデス。（宮本啓丞のリリーフ、“スポーツ☆キラリ”金曜担当 ～2012年12月21日）
- 走れ!山笠（2013年 - 2017年7月15日・進行担当）
- スーパーJチャンネル九州・沖縄 (2013年1月 - 2018年3月30日)
- KBCニュースピア (2013年1月 - 2018年3月30日）

### MBC時代
- 城山スズメ
- チェストいけ!ヤング